# 芝清
芝 清（しば きよし、1940年 <昭和15年> - 2021年 <令和3年> 7月4日）は、日本の政治家。無所属。広島県議会議員（5期）、広島県議会副議長、東広島市議会議員（3期）を歴任。位階は正五位。旭日中綬章受章者。

## 来歴
1940年生まれ。広島県立呉三津田高等学校卒業。東洋工業（現・マツダ）勤務。
1979年 東広島市議会議員に初当選し、3期12年務めた。
1995年 (平成7年) 広島県議会議員に初当選。2011年5月から林正夫議長とともに県議会副議長。2012年7月 副議長退任。総務委員長2回、県監査委員などを歴任。連続5期20年務めた。
2021年7月死去。

## 選挙歴
- 1999年4月 広島県議会議員選挙 東広島市選挙区 (定数2) でトップ当選(2選)[4]
- 2003年4月 広島県議会議員選挙 東広島市選挙区 (定数2) でトップ当選(3選)[5]
- 2007年4月 広島県議会議員選挙 東広島市選挙区 (定数4) でトップ当選(4選)[6]
- 2011年4月 広島県議会議員選挙 東広島市選挙区 (定数4) で無投票当選(5選)[7]

## 栄典
- 2005年11月 秋の叙勲で藍綬褒章を受章[8]
- 2016年11月 秋の叙勲で旭日中綬章を受章[9]
- 死没日付をもって正五位に叙された[10]